# U. A. w. g.
Die Abkürzung u. A. w. g., am Satzanfang auch U. A. w. g., bedeutet „um Antwort wird gebeten“. Sie wird häufig in formellen Einladungen verwendet und weist die Eingeladenen darauf hin, dass der Gastgeber wissen möchte, mit wessen Erscheinen er auf der geplanten Veranstaltung rechnen kann. Gewöhnlich ist dabei auch ein Zieltag für die erbetene Antwort angegeben, z. B. „u. A. w. g. bis 5. April 2025“. Grund ist meistens, dass der Gastgeber sich auf Anzahl und Art der Gäste rechtzeitig einstellen möchte, um die Veranstaltung vorzubereiten, z. B. für Tischkarten, Sitzordnung, Saalgröße, Speisen oder Getränke.
Auch in Österreich wird die Abkürzung verwendet und gilt als üblich, besonders bei Einladungen zu größeren familiären Feierlichkeiten wie Hochzeitsfeiern und akademischen Feiern. Die französische Variante ist r.s.v.p. oder RSVP (répondez s’il vous plaît). Sie ist auch im deutschen und englischen Sprachraum gebräuchlich. Wenn explizit keine Antwort gewünscht wird, schreibt man französisch „n.r.p.s.v.p.“ (ne répondez pas s’il vous plaît).
Ein Nachteil dieser Abkürzungen kann sein, dass manche Empfänger sie nicht kennen oder nicht verstehen.
Seit spätestens 1828 existiert auch die scherzhafte Deutung von u. A. w. g. als „Und Abends wird getanzt“, die sich vor allem in der Literatur des 19. Jahrhunderts findet.